# 克拉斯納河 (普魯特河支流)
克拉斯納河（烏克蘭語：Красна）是烏克蘭的河流，位於該國西部，屬於普魯特河的支流，發源自洛耶瓦東北面，流經伊萬諾-弗蘭科夫斯克州，河道全長17公里，流域面積44.6平方公里。